# Leomar Antônio Brustolin
Leomar Antônio Brustolin (Caxias do Sul, 15 agosto 1967) è un arcivescovo cattolico brasiliano, dal 2 giugno 2021 arcivescovo metropolita di Santa Maria.

## Biografia
Nasce a Caxias do Sul, nello stato del Rio Grande do Sul e sede vescovile, il 15 agosto 1967.

### Formazione e ministero sacerdotale
Ha studiato filosofia presso l'Università di Caxias do Sul e teologia presso la Pontifícia Universidade Católica do Rio Grande do Sul. È stato ordinato sacerdote il 20 dicembre 1992. Dal 1992 al 2001 è stato vicario parrocchiale della parrocchia di Santa Teresa, presso la cattedrale diocesana di Caxias do Sul e dal 1993 al 2014 è stato direttore del corso di teologia per laici della diocesi di Caxias do Sul.

### Ministero episcopale
Il 7 gennaio 2015 è stato nominato da papa Francesco vescovo ausiliare dell'arcidiocesi di Porto Alegre e titolare della diocesi di Tigava. È stato ordinato vescovo il 25 marzo successivo presso la cattedrale di Santa Teresa. Il consacrante è stato l'arcivescovo di Porto Alegre, mons Jaime Spengler, e i co-consacranti sono stati il vescovo di Caxias do Sul, mons Alessandro Carmelo Ruffinoni, e il vescovo di Montenegro, mons. Paulo Antônio de Conto.
Il 22 giugno 2015 è stato nominato membro della Commissione Pastorale Episcopale per la Dottrina della Fede della CNBB.
Il 2 giugno 2021 è stato nominato dallo stesso papa Francesco secondo arcivescovo metropolita dell'arcidiocesi di Santa Maria, succedendo a mons. Hélio Adelar Rubert. Si è insediato il 15 agosto successivo, giorno del suo compleanno, presso la basilica santuario di Nostra Signora Mediatrice di Tutte le Grazie.

## Genealogia episcopale e successione apostolica
La genealogia episcopale è:
- Cardinale Scipione Rebiba
- Cardinale Giulio Antonio Santori
- Cardinale Girolamo Bernerio, O.P.
- Arcivescovo Galeazzo Sanvitale
- Cardinale Ludovico Ludovisi
- Cardinale Luigi Caetani
- Cardinale Ulderico Carpegna
- Cardinale Paluzzo Paluzzi Altieri degli Albertoni
- Papa Benedetto XIII
- Papa Benedetto XIV
- Papa Clemente XIII
- Cardinale Marcantonio Colonna
- Cardinale Giacinto Sigismondo Gerdil, B.
- Cardinale Giulio Maria della Somaglia
- Cardinale Carlo Odescalchi, S.I.
- Vescovo Eugène de Mazenod, O.M.I.
- Cardinale Joseph Hippolyte Guibert, O.M.I.
- Cardinale François-Marie-Benjamin Richard
- Cardinale Pietro Gasparri
- Cardinale Clemente Micara
- Cardinale Antonio Samorè
- Cardinale Angelo Sodano
- Cardinale Lorenzo Baldisseri
- Cardinale Jaime Spengler, O.F.M.
- Arcivescovo Leomar Antônio Brustolin

La successione apostolica è:
- Vescovo Bertilo João Morsch (2022)
- Vescovo Itacir Brassiani, M.S.F. (2024)
- Vescovo Clésio Facco, S.A.C. (2025)